# Ōtake
Ōtake (大竹市, ōtake-shi) és una ciutat de la prefectura de Hiroshima, al Japó.
L'abril de 2016 tenia una població estimada de 27.852 habitants. Té una àrea total de 78,57 km².
Ōtake fou designada municipalitat l'any 1954.. Està situada a l'extrem sud-oest de la prefectura de Hiroshima, fent frontera amb la prefectura de Yamaguchi per l'oest i amb el mar interior de Seto per l'est. La ciutat inclou un complex petroquímic al llarg de la línia de costa, el qual s'estén més enllà dels límits de la ciutat. La zona urbana es concentra al voltant d'aquest complex, i gran part de la resta de l'àrea del municipi és forestal.

## Agermanament
- Dujiangyan, Xina